# Socrate (toneelstuk)
Socrate' is een Frans satirisch toneelstuk geschreven door de verlichter Voltaire in de 18e eeuw.
Het toneelstuk bestaat uit drie stukken. Het gaat over Socrates tijdens zijn bemoeienis met de regering. Belangrijke bijfiguren zijn de priester Anitus en de vrouw van Socrates, Xantippe.
Voltaire heeft Socrates afgeschilderd als een filosoof met slecht beargumenteerde verklaringen en beschuldigingen. Zijn kijk op Socrates verschilt van hedendaagse wetenschappers op het gebied van filosofie.
Voltaire was echter een van de aanstichters van de Verlichting. Hij heeft betere werken geschreven, bijvoorbeeld Dictionaire Philosophique en Oedipe.